# Bateia (Najade)
Bateia (altgriechisch Βάτεια Báteia) ist in der griechischen Mythologie eine Najade aus Sparta. Sie ist die Gattin des spartanischen Königs Oibalos und die Mutter von Hippokoon, Tyndareos und Ikarios.